# Прапор Лохвицького району
Пра́пор Ло́хвицького райо́ну затверджений рішенням Лохвицької районної ради.

## Опис
Прапор являє собою прямокутне полотнище із співвідношенням ширини до довжини 2:3. Прапор складається з двох рівних за шириною горизонтально розташованих смуг: верхньої — синього кольору, нижньої — жовтого кольору (елементи Державного прапора України) та рівнобедреного прямокутного трикутника малинового кольору, розміщеного гіпотенузою до древка; довжина гіпотенузи збігається з довжиною прапора.